# Agarista salicifolia
Agarista salicifolia là một loài thực vật có hoa trong họ Thạch nam. Loài này được (Lam.) G.Don mô tả khoa học đầu tiên năm 1834.

## Hình ảnh

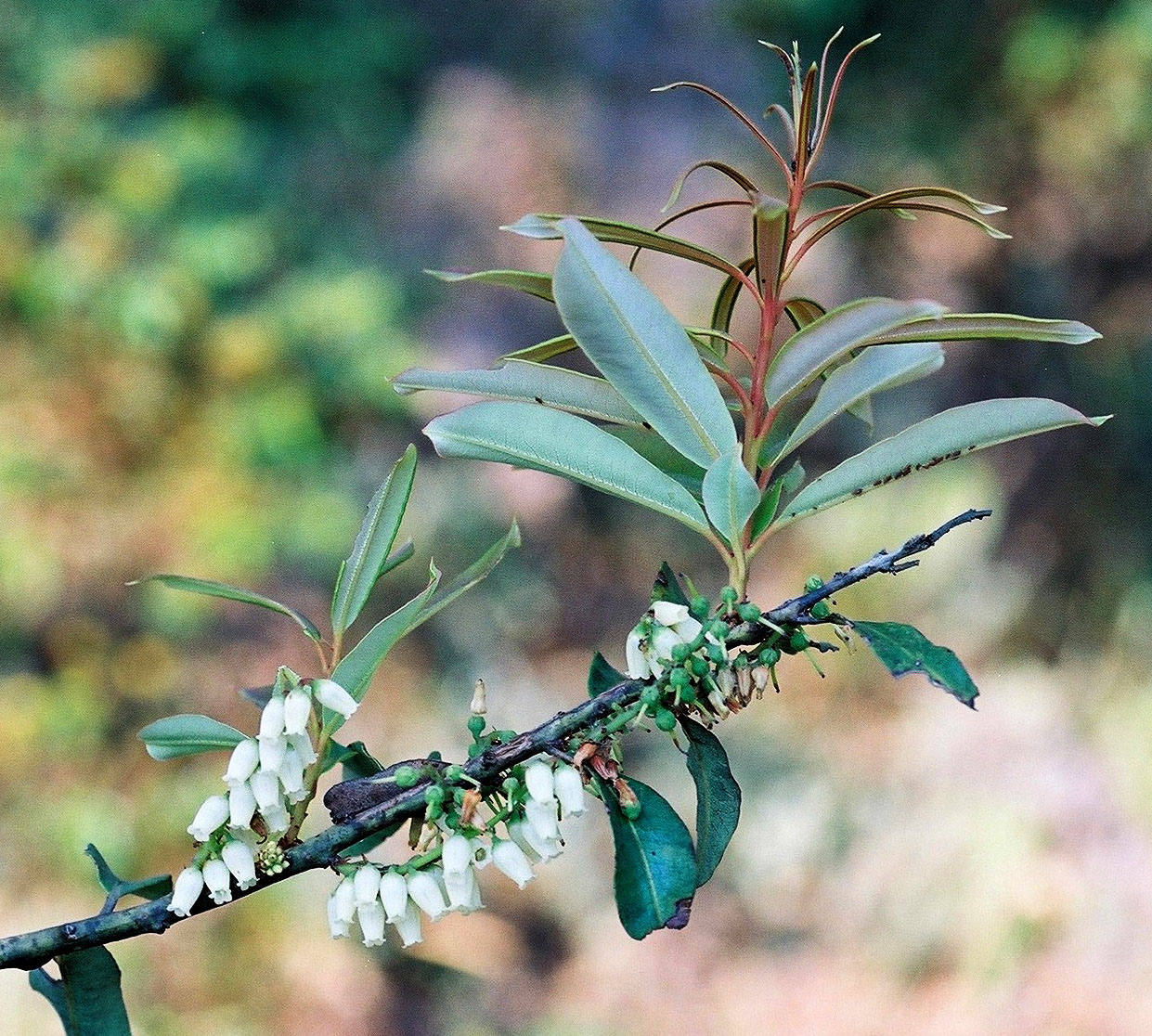
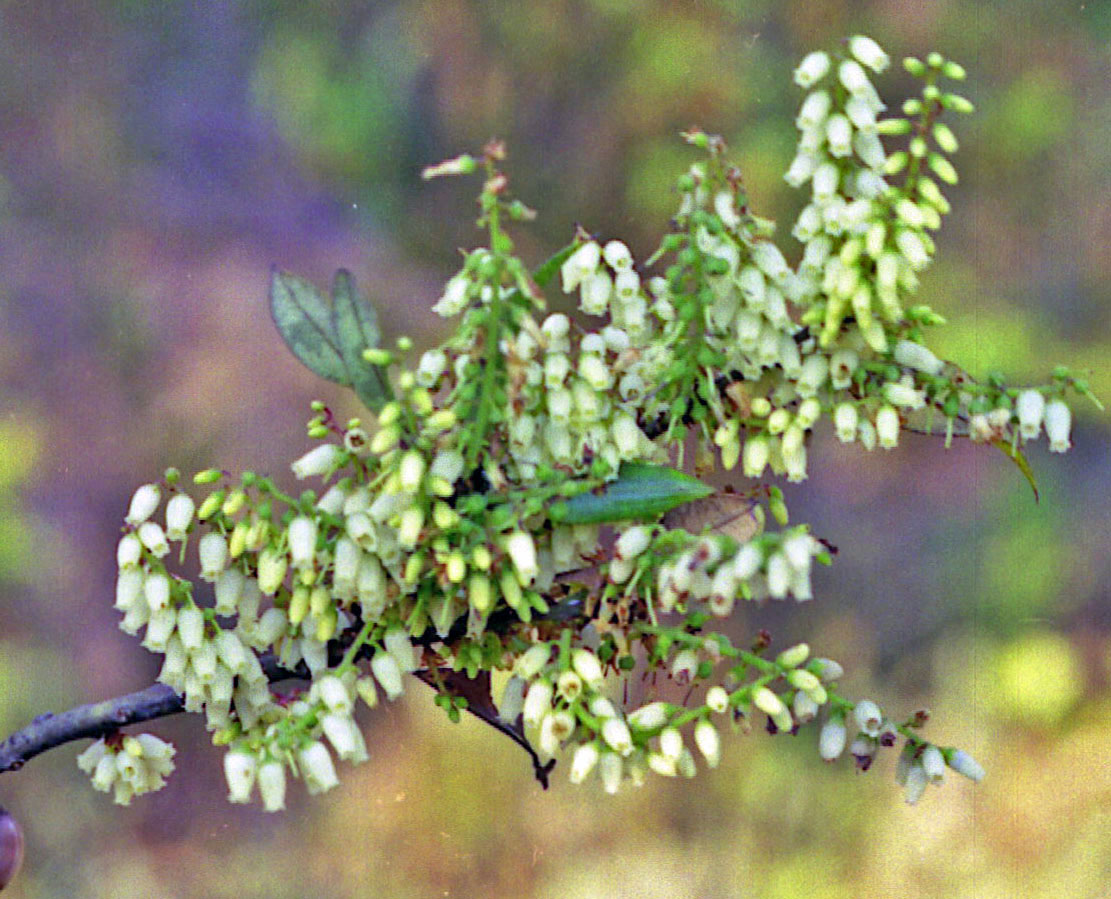
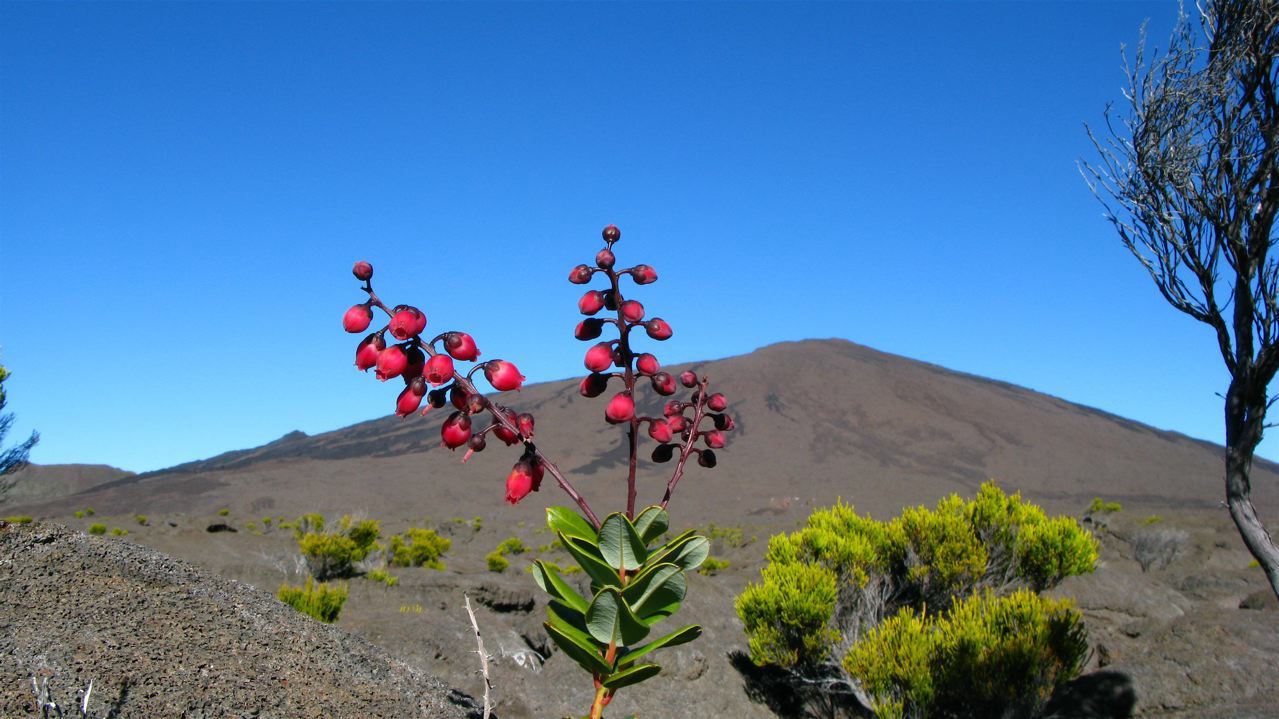